# 庫萬戈
庫萬戈是西非國家安哥拉的城市，由威拉省負責管轄，位於該國中部，處於首都羅安達東南約709公里，座標位置為14°28′S 16°18′E / 14.467°S 16.300°E，2006年人口估計約57,092。